# Хайрович, Сеяд
Сея́д Ха́йрович (босн. Sead Hajrović; 4 июня 1993, Бругг) — боснийский футболист, защитник «Ивердон-Спорт».

## Карьера

### В клубах
Сеяд воспитанник академии «Грассхоппера». В июле 2009 года он перешёл в «Арсенал». В январе 2012 года был отдан в аренду в клуб Второй лиги «Барнет». Впервые вышел на поле 28 января в матче 28-го тура против «Кру Александры». Всего в турнире Хайрович провёл 10 игр и помог «Барнету» избежать вылета в Национальную Конференцию. После возвращения в «Арсенал» Арсен Венгер стал привлекать молодого футболиста к тренировкам основного состава. 4 декабря 2012-го он впервые попал в заявку клуба на матч Лиги чемпионов против «Олимпиакоса». В составе лондонцев Хайрович так и не смог сыграть ни одного матча и в августе 2013 года, как свободный агент, вернулся в родной «Грассхоппер». Но и здесь пробиться в состав молодому боснийцу не удалось. За весь сезон Хайрович сыграл всего 46 минут за основной состав «Грассхоппера». В межсезонье Хайровича приобрёл клуб Челлендж-лиги «Винтертур», где Сеад стал полноценным игроком основы, проведя за сезон 33 матча в чемпионате и ещё 2 матча в Кубке страны.

### Статистика выступлений
По состоянию на 10 ноября 2015
| Клуб             | Сезон            | Лига | Лига | Кубки | Кубки | Еврокубки | Еврокубки | Итого | Итого |
| Клуб             | Сезон            | Игры | Голы | Игры  | Голы  | Игры      | Голы      | Игры  | Голы  |
| ---------------- | ---------------- | ---- | ---- | ----- | ----- | --------- | --------- | ----- | ----- |
| Барнет           | 2011/2012        | 10   | 0    | 0     | 0     | 0         | 0         | 10    | 0     |
| Барнет           | Итого            | 10   | 0    | 0     | 0     | 0         | 0         | 10    | 0     |
| Грассхоппер      | 2013/2014        | 2    | 0    | 0     | 0     | 0         | 0         | 2     | 0     |
| Грассхоппер      | Итого            | 2    | 0    | 0     | 0     | 0         | 0         | 2     | 0     |
| Винтертур        | 2014/2015        | 33   | 0    | 2     | 0     | 0         | 0         | 35    | 0     |
| Винтертур        | 2015/2016        | 14   | 0    | 3     | 0     | 0         | 0         | 17    | 0     |
| Винтертур        | Итого            | 47   | 0    | 5     | 0     | 0         | 0         | 52    | 0     |
| Всего за карьеру | Всего за карьеру | 59   | 0    | 5     | 0     | 0         | 0         | 64    | 0     |

### В сборных
В 2009 году Хайрович отправился на юношеский чемпионат мира. Он сыграл 6 матчей на турнире, в том числе финальный, и стал чемпионом мира. С 2010 по 2013 выступал за сборные до 18 и до 19 лет. В июне 2013 года Сеяд, как и его старший брат Изет принял решение выступать за сборную Боснии и Герцеговины.

## Личная жизнь
- Младший брат Изета Хайровича.